# Impliciete functiestelling
In de multivariabele analyse geeft de impliciete functiestelling voorwaarden waaronder een relatie tussen twee of meer variabelen leidt tot een relatie waarbij een van de variabele een functie is van de andere variabelen. Onder de gegeven vergelijkingen zijn een of meer variabelen impliciet een functie van de overige. Het is echter niet in alle gevallen mogelijk voor zo'n impliciet gegeven functie ook een expliciete uitdrukking te vinden.
De stelling is een hulpmiddel dat het mogelijk maakt sommige relaties om te zetten in functies. Dit kan begrepen worden door de relatie in een grafiek weer te geven. Weliswaar is het mogelijk dat er geen enkele functie is, waarvan de grafiek overeenkomt met de gehele grafiek van de relatie, maar een deel van de grafiek kan soms geïnterpreteerd worden als de grafiek van een functie. De impliciete functiestelling geeft een voldoende voorwaarde waaronder een dergelijke functie bestaat.
De impliciete functiestelling stelt dat, indien de vergelijking {\displaystyle R(x,y)=0}, een impliciete functie, voldoet aan een aantal zwakke voorwaarden met betrekking tot haar partiële afgeleiden, men deze vergelijking in principe kan oplossen naar {\displaystyle y}, althans op een voldoend kleine omgeving van een gegeven punt. De oplossing {\displaystyle y} is in deze omgeving impliciet een functie van {\displaystyle x}.

## Geschiedenis
De Franse wiskundige Augustin Louis Cauchy (1789–1857) formuleerde voor het eerst een strenge vorm van de impliciete functiestelling voor reële functies, en Ulisse Dini (1845–1918) generaliseerde de stelling voor functies van meer veranderlijken.

## Voorbeeld

De eenheidscirkel gegeven door de relatie

In de figuur is de eenheidscirkel de grafiek van de relatie 
{\displaystyle R(x,y)=x^{2}+y^{2}-1=0}
Deze grafiek kan niet beschouwd worden als de grafiek van één bepaalde functie. Wel kan {\displaystyle y} in de omgeving van het punt {\displaystyle A} opgevat worden als functie van {\displaystyle x}, in dit geval expliciet als 
{\displaystyle y(x)={\sqrt {1-x^{2}}}}
Rond het punt {\displaystyle B} is {\displaystyle y} echter weer niet impliciet als functie van {\displaystyle x} bepaald, maar daar kan {\displaystyle x} als functie van {\displaystyle y} opgevat worden.

## Stelling
Laat {\displaystyle U} en {\displaystyle V} open deelverzamelingen zijn van de reële getallen, en
{\displaystyle R\colon U\times V\to \mathbb {R} }
een continu differentieerbare afbeelding.
Als voor zekere {\displaystyle x_{0}\in U,y_{0}\in V} geldt:
{\displaystyle R(x_{0},y_{0})=0}
en 
{\displaystyle {\frac {\partial R}{\partial y}}(x_{0},y_{0})\neq 0},
dan zijn er open omgevingen {\displaystyle U_{0}\subseteq U} van {\displaystyle x_{0}} en {\displaystyle V_{0}\subseteq V} van {\displaystyle y_{0}}, en een eenduidig bepaalde continu differentieerbare afbeelding {\displaystyle f\colon U_{0}\to V_{0}}, zodanig dat
{\displaystyle f(x_{0})=y_{0}}
en voor alle {\displaystyle x\in U_{0},y\in V_{0}} geldt
{\displaystyle R(x,y)=0\Longleftrightarrow y=f(x)}
Uit de impliciete betrekking {\displaystyle R(x,f(x))=0} volgt door differentiatie
{\displaystyle {\frac {\partial R}{\partial x}}(x,f(x))+{\frac {\partial R}{\partial y}}(x,f(x))\cdot {\frac {\partial f}{\partial x}}(x)=0},
zodat de afgeleide van {\displaystyle f} voor {\displaystyle x\in U_{0}} gegeven wordt door:
{\displaystyle f'(x)=-{\frac {{\frac {\partial R}{\partial x}}(x,f(x))}{{\frac {\partial R}{\partial y}}(x,f(x))}}}